# Балдовці
Балдовце (словац. Baldovce) — село в Словаччині, Левоцькому окрузі Пряшівського краю. Розташоване на півночі східної Словаччини в півночно-східній частині Горнадської улоговини на правому березі потока Кобуляни, 3 кілометри на захід від Списького Подградя.
Уперше згадується у 1272 році.
У селі є римо-католицький костел з 1761 року в стилі бароко розширений у 1798 році.
В минулому в селі був курорт, місцеву мінеральну воду прямо біля джерела упаковує акціонерне товариство «Мінералне води» під торговою маркою «Балдовска».

## Географія
Протікає Клчовський потік.

## Населення
| Рік:            | 1994. | 2004.   | 2014.   | 2024.    |
| --------------- | ----- | ------- | ------- | -------- |
| Кількість осіб: | 213   | 198     | 182     | 159      |
| Різниця:        |       | -7,04 % | -8,08 % | -12,63 % |

| Рік:            | 2023. | 2024.   |
| --------------- | ----- | ------- |
| Кількість осіб: | 168   | 159     |
| Різниця:        |       | -5,35 % |

У селі проживає 176 осіб.
Національний склад населення (за даними останнього перепису населення — 2001 року):
- словаки — 100,0 %.

Склад населення за приналежністю до релігії станом на 2001 рік:
- римо-католики — 95,83 %,
- греко-католики — 1,85 %,
- не вважають себе вірянами або не належать до жодної вищезгаданої конфесії — 2,31 %